# Џангризало
„Џангризало“ је југословенски телевизијски филм из 1976. године. Режирао га је Здравко Шотра, који је написао и сценарио са Светозаром Влајковићем.